# Terézia Vansová
Terézia Zuzana Vansová, nascuda Medvecká (18 d'abril de 1857, Zvolenská Slatina, Eslovàquia - 10 d'octubre de 1942, Banská Bystrica, Eslovàquia), coneguda amb els pseudònims de Johanka Georgiadesová, Milka Žartovnická i Nemophila fou una escriptora i editora eslovaca durant el període del realisme. Escrigué poesia en alemany i eslovac, fundà la primera revista de dones eslovaques, Dennica, i escrigués obres de teatre i novel·les. Fou àmpliament coneguda per la seva novel·la Sirota Podhradských (L'òrfena Podhradský, 1889).

## Biografia
Va néixer a Zvolenská Slatina amb un germà bessó. Fou la setena filla de Terézia i el pastor luterà Samuel Medvecký. Després d'acabar l'escola elemental, anà al col·legi privat de K. Orfanides a Banská Bystrica i al de T. Fábryová a Rimavská Sobota, però com la majoria de les nenes de l'època, no rebé una educació superior. No obstant això, aprengué a parlar amb fluïdesa l'alemany i l'hongarès, a més de l'eslovac, la seva llengua materna.
El 1875 es casà amb el pastor luterà Ján Vansa, i es traslladaren a Lomnička, on ella començà a escriure poesia en alemany i eslovac. La seva primera obra, Moje piesne ("Les meves cançons", 1875), fou una col·lecció de poemes.